# گفتار در بندگی خودخواسته
گفتار در بندگیِ خودخواسته (به فرانسوی: Discours de la servitude volontaire) مقاله‌ای از اتیین دو لا بوئسی است که سالِ ۱۵۷۷ میلادی مخفیانه منتشر شد. میشل دو مونتنی خبر داده که دو لا بوئسی این مقاله را در هجده‌سالگی نوشته بوده‌است.

## به فارسی
این مقاله دست کم سه بار به فارسی ترجمه و منتشر شده‌است.